# Ludwig Stieda

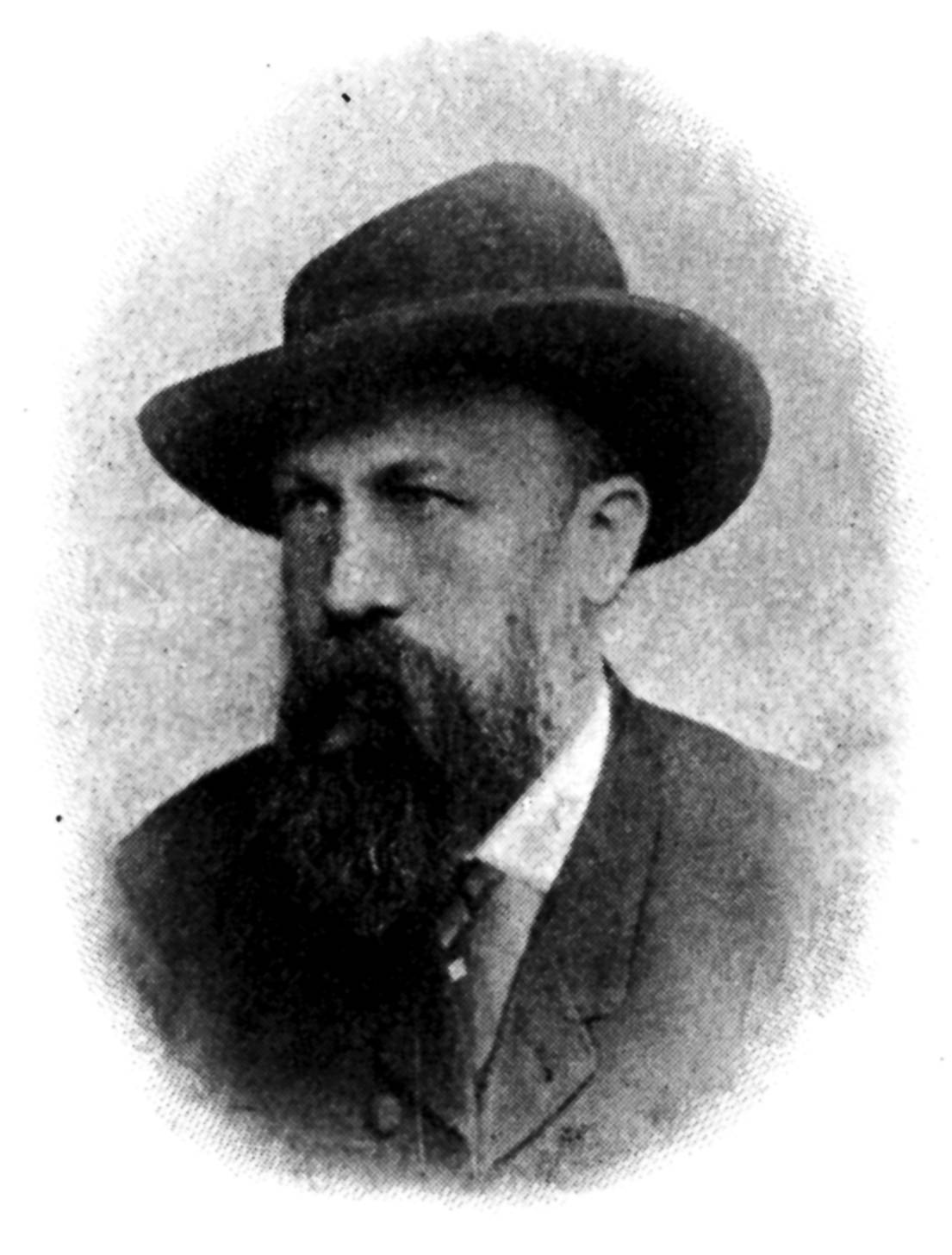
Ludwig Stieda

Christian Hermann Ludwig Stieda (* 7. November 1837 in Riga; † 19. November 1918 in Gießen) war ein deutsch-baltischer Anatom in Dorpat und Königsberg.

## Biographie
Stieda besuchte das Gouvernements-Gymnasium des Gouvernements Livland . Nach dem Abitur studierte er an der Kaiserlichen Universität Dorpat, der Hessischen Ludwigs-Universität, der Friedrich-Alexander-Universität und der Universität Wien Medizin. 1861 wurde er in Dorpat zum Dr. med. promoviert. Er habilitierte sich im Jahr darauf für Anatomie und wurde Privatdozent an der Universität Dorpat. Ab 1864 war er Prosektor am Anatomischen Institut. Im Jahr 1866 wurde Stieda auf das Extraordinariat berufen und war ab 1875 ordentlicher Professor für Anatomie an der Universität Dorpat. 
Von 1885 bis 1912 war er o. Professor für Anatomie an der Albertus-Universität Königsberg. 1887/88 war er Dekan der Medizinischen Fakultät. Bei den Vorklinikern stand er im Rufe, korporierte „Säbelstudenten“ in der Regel durchfallen zu lassen. Bei der (bis 1897) fünfsemestrigen Aktivität gingen deshalb nicht wenige Corpsburschen schon vor der Inaktivierung ohne Band auf andere Universitäten (Erlangen, Würzburg). Sie machten im 4. Semester das Physikum und kehrten dann für ihr 5. und 6. Semester als Aktive nach Königsberg zurück. Im Alter von 75 Jahren wurde er an der Albertus-Universität emeritiert. Er zog nach Gießen, weil dort noch Verwandte seiner Frau lebten. Mathilde Langermann (1831–1908) aus Ortenberg (Hessen) hatte er als Student in Gießen kennengelernt und 1866  geheiratet. Mit 81 Jahren starb Stieda in Gießen. Seine Söhne sind die Chirurgen Alexander Stieda (1875–1966) und Alfred Stieda (1869–1945). Sein Nachlass wird von der Universitäts- und Landesbibliothek Sachsen-Anhalt verwahrt.

## Nachlass Baer
Schon in Dorpat kümmerte sich Stieda um den Nachlass von Karl Ernst von Baer (1792–1876). Nach dem Willen der Erben waren die Hinterlassenschaften dreigeteilt worden. Nachdem er mit ihrer Verzeichnung begonnen hatte, nahm Stieda den dritten Nachlassteil nach Königsberg mit. Er umfasste Baers wissenschaftliche Korrespondenz mit 4.400 Briefen von Gelehrten aus der ganzen Welt (Alexander von Humboldt, Carl Gustav Carus) sowie weitere Schriften und  Manuskripte. Auch in Gießen behielt er den Nachlass bei sich. Nach Stiedas Tod übergaben die Erben den Nachlass der Universitätsbibliothek Gießen. Er geriet in Vergessenheit und wurde 1971 wiederentdeckt.

## Ehrungen/Mitgliedschaften
- 1878–1885 Mitdirektor und Ehrenmitglied der Gesellschaft für Geschichte und Altertumskunde der Ostseeprovinzen Russlands.
- 1885 Gelehrte Estnische Gesellschaft
- 1886 Deutsche Akademie der Naturforscher Leopoldina[7]
- 1895 Naturforscher-Verein zu Riga
- 1898 Militärmedizinische Akademie
- 1904 korrespondierendes Mitglied der Russischen Akademie der Wissenschaften in Sankt Petersburg.[8]
- 1907 Gesellschaft Praktischer Ärzte zu Riga

Nach Ludwig Stieda sind der Stieda-Körper und die Kokzidie Eimeria stiedai benannt.

## Werke
- Über die Homologie der Brust- und Becken-Gliedmassen des Menschen und der Wirbeltiere. Wiesbaden: J. F. Bergmann, 1897.
- Anatomisch-Archäologische Studien. Wiesbaden: J. F. Bergmann, 1900.
- Der Embryologe Sebastian Graf von Tredern und seine Abhandlung über das Hühnerei. Wiesbaden: J. F. Bergmann, 1901.
- Untersuchungen über die Haare des Menschen. Wiesbaden: J. F. Bergmann, 1910.